# Laspaúles
Laspaúles è un comune spagnolo di 277 abitanti situato nella comunità autonoma dell'Aragona.
Fa parte di una subregione denominata Frangia d'Aragona. Lingua d'uso, è, da sempre, una varietà dialettale del catalano occidentale.

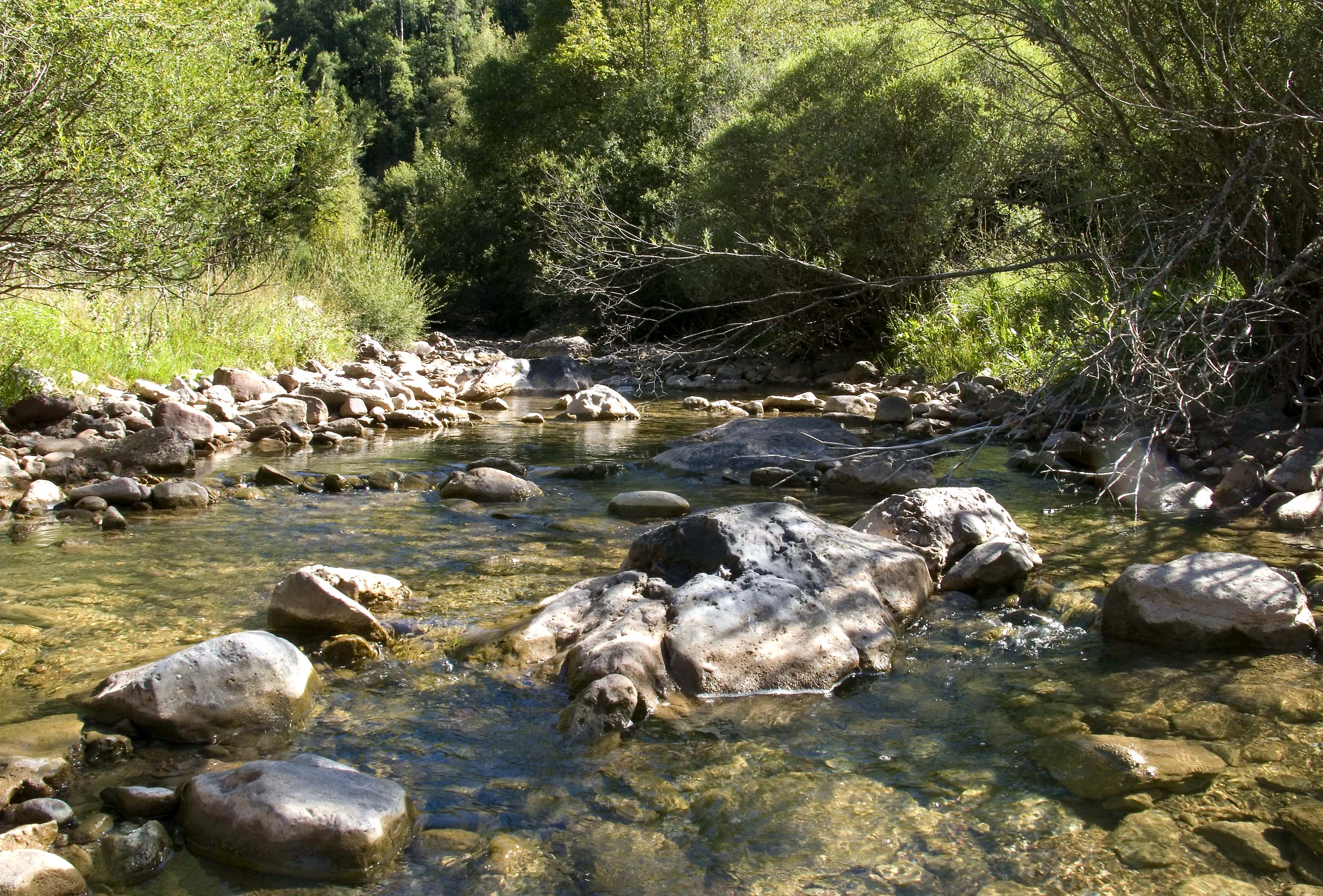
Fiume Bianco